# نيل هانتينغتون
نيل هانتينغتون (بالإنجليزية: Neal Huntington)‏ هو مدرب كرة القاعدة ‏ أمريكي، ولد في 4 فبراير 1969 في هيلسبوروغ في الولايات المتحدة.